# Barbara Ward
Barbara Mary Ward  (23 de maio de 1914 - 31 de maio de 1981), também Baronesa Jackson de Lodsworth (Dama-Comendadora, DBE), foi uma economista e escritora britânica interessada nos problemas dos países em desenvolvimento. Ela pressionou os governos ocidentais à responsabilidade social de compartilhar sua prosperidade com o resto do mundo e, a partir da década de 1960, voltou-se também para a preservação ambiental. Foi uma das primeiras defensoras do desenvolvimento sustentável, antes mesmo que esse termo se tornasse popular, e ficou conhecida como jornalista, conferencista e radialista. Ward foi conselheira de legisladores no Reino Unido, nos Estados Unidos e em outros países. Ela é a fundadora do International Institute for Environment and Development (IIED).

## Educação e início de carreira
Barbara Ward nasceu em Heworth, na cidade de North Yorkshire, Inglaterra. Sua família logo se mudou para Felixstowe. Seu pai era um advogado com tendências Quakers, enquanto sua mãe era uma católica devota. Inicialmente, estudou em um convento, mas logo se mudou para Paris. Na contramão dos costumes da época, seu pai insistia que Ward tivesse acesso à mesma educação que seu irmão mais velho. Em Paris, durante sua adolescência, estudou em um Liceu. Depois estudou na Sorbonne, por alguns meses, antes de ir para a Alemanha. Embora já tivesse planejado estudar línguas modernas, seu interesse por assuntos públicos a levou ao curso de graduação em política, filosofia e economia no Somerville College na Universidade de Oxford, onde se formou em 1935. Ward obteve seu título de doutorado em política e economia austríacas, pelo Royal Institute of International Affairs.
Depois de testemunhar o antissemitismo, tanto na Inglaterra, quanto na Alemanha Nazista, passou a ajudar refugiados judeus e a mobilizar o apoio católico para qualquer futuro esforço de guerra do Reino Unido, embora inicialmente tivesse sido "simpatizante de Hitler ". Com o historiador Christopher Dawson como líder e Ward como secretária, a Sword of the Spirit foi estabelecida como uma organização para reunir católicos e anglicanos que se opunham ao nazismo. Tornou-se um grupo católico romano cujas políticas foram promovidas pela Dublin Review, revista editada por Dawson e para a qual Ward escrevia regularmente.
Durante a Segunda Guerra Mundial, trabalhou para o Ministério da Informação e viajou pela Europa e pelos EUA. Foi convidada para escrever para o The Economist pelo seu próprio editor, Geoffrey Crowther, em parte, graças ao seu livro The International Share-out, publicado em 1938. Ela deixou a revista em 1950, tendo ascendido para uma editora estrangeira, mas continuou a contribuir com artigos ao longo de toda sua vida. Além de escritos sobre política econômica e externa, suas transmissões sobre valores cristãos em tempos de guerra foram publicadas como The Defense of the West pela Sword of the Spirit. Durante esse período, ela também foi presidente da Liga das Mulheres Católicas e membro popular do painel do programa da BBC The Brains Trust, respondendo a perguntas de ouvintes. Em 1946, ela se tornou membro do Conselho de Governadores da BBC  e do teatro Old Vic. Após a guerra, Ward apoiou o Plano Marshall, uma Europa forte e uma área de livre comércio europeia.

## Influência internacional e casamento
Em 1950, Barbara Ward casou-se com o comandante australiano Robert Jackson, administrador das Nações Unidas. Em 1956, nasceu seu filho Robert, mesmo ano em que Jackson foi nomeado cavaleiro. Ward continuou a usar seu próprio nome profissionalmente e não era amplamente conhecida como Lady Jackson. Ao longo dos anos seguintes, viveram na África Ocidental e fizeram várias visitas à Índia, experiências que ajudaram a formar a opinião de Ward sobre a necessidade das nações ocidentais contribuírem para o desenvolvimento econômico dos países mais pobres. Durante as duas décadas subsequentes, Robert e Barbara viajaram intensamente, o que impactou negativamente seu casamento. Sua separação legal foi acordada no início dos anos 1970, embora Ward, como católica, não quisesse o divórcio. Em 1976, quando recebeu o título de nobreza vitalício, ela usou o sobrenome do ex-marido para obter o título de Baronesa Jackson de Lodsworth.
Ward fazia discursos públicos com frequência desde que deixou a universidade e, na década de 1960, suas palestras atraíram respeito internacional. Várias séries de palestras, incluindo algumas apresentadas no Canadá, Gana e Índia, foram publicadas em forma de livro. Ward passou cada vez mais tempo nos EUA e, até 1968, grande parte de seu trabalho no país foi financiado pela Carnegie Foundation. Ward publicou The Rich Nations and the Poor Nations, que se tornou um best-seller em 1962.
Em 1957, a Universidade de Harvard concedeu-lhe o título honorário de Doctor of Letters . Ward também foi eleita Membro Honorário Estrangeiro da American Academy of Arts and Sciences em 1966. Ela conheceu Adlai Stevenson e John F. Kennedy e atuou como consultora para vários políticos influentes, incluindo Robert McNamara no Banco Mundial e Lyndon B Johnson, que acolheu seus pensamentos sobre seus projetos para a Grande Sociedade, apesar de sua oposição à Guerra do Vietnã .
Ela influenciou o pensamento de James Wolfensohn sobre as questões do desenvolvimento. Ward teve influência no Vaticano, ajudou a criar uma comissão pontifícia para a justiça e a paz e, em 1971, foi a primeira mulher a discursar num sínodo de bispos católicos romanos. Uma das suas propostas era que os países mais ricos deveriam comprometer uma certa proporção do seu PIB na ajuda ao mundo em desenvolvimento, e ela também falou da necessidade das instituições permitirem e gerenciarem "tanto a ajuda, quanto o comércio”. Essa era uma preocupação prática e também ética: Ward acreditava que tais políticas encorajariam a estabilidade e a paz. A economista também às vezes é chamada de"distribucionista".

## Origens do Desenvolvimento Sustentável
Barbara Ward é lembrada como uma das grandes intelectuais e internacionalistas do século XX. E está entre os primeiros defensores do desenvolvimento sustentável. Seu trabalho se ramificou em muitas disciplinas e grupos diferentes que incorporaram seu nome como figura histórica. Os ambientalistas a conhecem por seu livro que escreveu com René Dubos intitulado Only One Earth. Para aqueles preocupados com o desenvolvimento internacional (abordando a pobreza e a justiça social), Barbara Ward foi talvez a autora mais conhecida no início dos anos 1940, até sua morte em 1981. O trabalho da sua vida foi dedicado a articular como garantir que um mundo funcionasse com um equilíbrio de justiça social e econômica.
O desenvolvimento sustentável pode ser definido, em essência, como uma combinação entre a satisfação das necessidades das pessoas e o reconhecimento da capacidade ecológica finita da Terra. A cátedra Albert Schweitzer que Barbara ocupou de 1968 a 1973 na Universidade de Columbia, como professora de Desenvolvimento Econômico, em Nova Iorque, permitiu-lhe trabalhar em estreita colaboração com o secretariado da ONU, criado para organizar a Conferência de Estocolmo, uma série de gestão internacional de problemas ambientais, muitos dos quais se tornariam centrais para o trabalho do Programa Ambiental das Nações Unidas.

## Preocupações ambientais
Ward começou a ver uma estreita relação entre a distribuição de riqueza e a conservação dos recursos planetários. “… a gestão cuidadosa da Terra é condição sine qua non para a sobrevivência da espécie humana e para a criação de modos de vida decentes para todas as pessoas do mundo.”  Ela usou as frases "limites internos e "limites externos" para se referir aos limites internos do direito humano a um nível de vida adequado e aos limites externos do que a Terra pode sustentar. Em 1966, publicou Spaceship Earth, cuja frase especula-se que tenha sido cunhada por Ward. Only One Earth: The Care and Maintenance of a Small Planet foi escrito para a Conferência de Estocolmo sobre o Meio Ambiente Humano em 1972. O relatório foi encomendado por Maurice Strong, secretário-geral do evento.
O trabalho de Ward estava enraizado em seu senso de moralidade e valores cristãos. Ela via o cuidado com o meio ambiente e a preocupação com o bem-estar de toda a humanidade como uma “dupla responsabilidade”, especialmente para qualquer pessoa que compartilhasse sua visão religiosa. Ao mesmo tempo, acreditava que a distribuição de riqueza combinada com a conservação era essencialmente uma política racional: "Somos uma companhia marítima num pequeno navio. O comportamento racional é a condição de sobrevivência." Em 1971, ela fundou o International Institute for Environment and Development (IIED), atuando como presidente desde 1973 e presidente do conselho de administração desde 1980.

## Últimos anos
Ward se recuperou de um câncer no final da década de 1940 graças, segundo acreditava, ao apoio espiritual do Padre Pio. A doença ressurgiu após vinte anos, mas a cirurgia não foi eficaz na cura. Em 1973, ela se aposentou da Universidade de Columbia e se mudou para Lodsworth, Sussex. No ano seguinte, ela foi nomeada Dama Comandante da Ordem do Império Britânico, e em 18 de outubro de 1976, um par vitalício como Baronesa Jackson de Lodsworth, de Lodsworth, no condado de West Sussex; ela e seu marido possuíam títulos de nobreza por direito próprio. Ela escreveu seu último livro, Progress for a Small Planet, apesar da deterioração de sua saúde, discutindo a "comunidade planetária", a diminuição dos recursos usados muito rapidamente pelos países ricos e as necessidades das partes mais pobres do mundo. Foi publicado em 1979, dois anos antes de sua morte, em 31 de maio de 1981, aos 67 anos.

## Legado
Em 1980, ela recebeu o Prêmio Jawaharlal Nehru .
O Papa João Paulo II enviou um cardeal para representá-lo no serviço de réquiem de Ward. A seu pedido, ela foi enterrada no cemitério da igreja paroquial anglicana local.
Seu irmão, John Ward, era um notável engenheiro civil que, após seu trabalho na autoestrada M4 na década de 1960, foi nomeado Oficial da Ordem do Império Britânico.
A partir da década de 1950, morou em Sai Kung, Hong Kong, trabalhando como antropóloga pescadora, defensora e conexão intermitentemente do governo britânico durante 30 anos. Na década de 1970, ela contatou o governo de Hong Kong, então colônia britânica, para abolir o campo de tiro da Ilha Basalto, conseguindo que casas abandonadas fossem arrendadas para pescadores, proporcionando-lhes moradias em terra. Com base em sua experiência na atual China, Ward desenvolveu suas ideias sobre o conceito de conscious model, utilizando como base sua pesquisa sobre os boat-people. Os boat-people, indígenas da região em torno de Cantão, eram os habitantes originais da área agora conhecida como Hong Kong. Após sua morte, um epitáfio memorial bilíngue verde foi erguido em sua homenagem.

## Afiliações
- 1972: Conferência de Estocolmo sobre Meio Ambiente Humano (Cúpula da Terra I)
- 1974: Declaração de Cocoyoc, PNUMA / Conferência das Nações Unidas sobre Comércio e Desenvolvimento (UNCTAD) Simpósio sobre Padrões de Uso de Recursos, Meio Ambiente e Estratégias de Desenvolvimento
- 1976: Conferência Vancouver Habitat sobre Assentamentos Humanos[23]

## Palestras apresentadas no cicloBarbara Ward Lectures
O International Institute for Environment and Development (IIED) organiza o ciclo de palestras 'Barbara Ward Lectures' em memória de Ward, fundadora e primeira diretora do Instituto.
- 2007 Mary Robinson, ex-presidente da Irlanda[24]
- 2008 Lindiwe Sisulu, Ministra da Habitação da República da África do Sul[25]
- 2010 Connie Hedegaard, Comissária Europeia para a Ação Climática
- 2012 Christiana Figueres, secretária executiva da Convenção-Quadro da ONU sobre Mudanças Climáticas[26]
- 2014 Fatima Denton, Coordenadora do Centro Africano de Política Climática da Comissão Económica das Nações Unidas para África
- 2016 Debra Roberts, líder do Departamento de Planejamento Ambiental e Proteção Climática do Município de eThekwini, Durban, África do Sul e Co-Presidente do Grupo de Trabalho II do Painel Intergovernamental sobre Mudanças Climáticas[27]
- 2018 Gro Harlem Brundtland, a primeira mulher primeira-ministra da Noruega e ex-diretora-geral da Organização Mundial da Saúde[28]

## Trabalhos selecionados
- The International Share-out (1938)
- Turkey (1941)
- Defence of the West (1942)
- The West at Bay (1948)
- Policy for the West (1951)
- Faith and Freedom (1954)
- Britain's interest in Atlantic union (1954)
- Interplay of East and West (1957)
- Five Ideas that Changed the World (1959)
- India and the West (1961), International Affairs, V.37, n.4
- The Rich Nations and the Poor Nations (1961)
- The Plan under Pressure (1963)
- Nationalism and Ideology (1966) – Carleton University
- Spaceship Earth (1966), ISBN 978-0-231-08586-1. Veja também:  Survival of Spaceship Earth (1972) - IMDb; Ward co-escreveu e apareceu nas filmagens
- The Lopsided World (1968) – Johns Hopkins University
- Only One Earth (1972) – com René Dubos
- A new creation? Reflections on the environmental issue (1973)
- The Home of Man (1976)
- Progress for a Small Planet (1979)

## Links externos
- Newspaper clippings about Barbara Ward, Baroness Jackson of Lodsworth in the 20th Century Press Archives of the ZBW
- Finding aid to Barbara Ward papers at Columbia University. Rare Book & Manuscript Library.